# توم هربرت
توم هربرت (بالإنجليزية: Tom Herbert)‏ هو ممثل أمريكي، ولد في 25 نوفمبر 1888 بنيويورك في الولايات المتحدة، وتوفي في 3 أبريل 1946 بلوس أنجلوس في الولايات المتحدة.

## وصلات خارجية
- توم هربرت على موقع IMDb (الإنجليزية)
- توم هربرت على موقع ألو سيني (الفرنسية)
- توم هربرت على موقع تيرنر كلاسيك موفيز (الإنجليزية)
- توم هربرت على موقع أول موفي (الإنجليزية)
- توم هربرت على موقع قاعدة بيانات الأفلام السويدية (السويدية)
- توم هربرت على موقع قاعدة بيانات الفيلم (الإنجليزية)
- توم هربرت على موقع كينوبويسك (الروسية)